# Sviatoslav Loginov
Pour les articles homonymes, voir Loginov.
Sviatoslav Vladimirovich Vitman, connu sous le nom de plume de Sviatoslav Loginov (russe : Святослав Логинов, Святослав Владимирович Витман) né le 9 octobre 1951 à Oussouriisk (alors Vorochilov, en Union soviétique), est un écrivain russe.
Il écrit principalement de la science-fiction et de la fantasy,.

## Biographie
Sviatoslav Vitman naît à Oussouriisk, en Extrême-Orient russe, alors connu sous le nom de Vorochilov. En 1952, sa famille déménage à Leningrad, où il vit toujours. Son enfance est marquée par une passion pour la littérature de science-fiction, le poussant à rechercher aussi bien les nouveautés que les éditions rares d'occasion. Durant ses années d'école, il montre une forte inclination pour l'écriture, produisant de nombreux essais. Outre la littérature, il s'intéresse à la chimie et obtient un prix à l'Olympiade de chimie de toute l'Union pour les élèves.
Sviatoslav Vitman est diplômé d'une école professionnelle secondaire spécialisée en chimie et de la Faculté de chimie de l'Université d'État de Leningrad.
Sa carrière englobe divers rôles, notamment celui de stagiaire à l'Institut de chimie appliquée et celui d'associé de recherche à l'Institut des antibiotiques et des enzymes à des fins médicales. De plus, il a travaillé comme ouvrier avant de devenir ingénieur au bureau d'études « SchetMash ».
En avril 1974, Sviatoslav Vitman commence à participer aux réunions d'un séminaire nouvellement créé pour les jeunes écrivains de science-fiction, dirigé par Boris Strougatskiy.
L'une de ses premières publications date de 1975, dans le magazine Uralsky Sledopyt (Oural Pathfinder), sous son nom de naissance. Selon l'autobiographie de Loginov, on lui a laissé entendre que pour être publié, il devait utiliser « un nom de plume se terminant par -ov », il a donc pris le nom de jeune fille de sa mère, Loginov, et a continué à l'utiliser même après qu'il soit devenu acceptable de publier sous son vrai nom.
Depuis 1981, les œuvres de Sviatoslav Loginov sont régulièrement publiées dans divers magazines et anthologies
Entre 1991 et 1992, Loginov écrit son premier roman The Multi-Armed God of Dalain (ru), publié en 1995. Le roman est basé sur un jeu de société du même nom créé par Sviatoslav pendant son adolescence, ainsi que sur un dictionnaire mongol-russe, que Loginov a utilisé pour dériver plusieurs noms propres dans le livre. Le roman a valu à Loginov le prix Belyaev (ru).
Loginov se définit comme un athée convaincu et attaque la religion dans plusieurs de ses œuvres.

### Romans
- 1995 : The Multi-Armed God of Dalain (ru)
- 1996 : Black Blood (ru), avec Nick Perumov
- Колодезь (Well, 1997)
- Земные пути (Voies terrestres, 1999)
- 1999 : The Black Tornado (ru) 
La suite de Black Blood
- Картёжник (Le joueur, 2000)
- 2002 : A Light in the Window (ru)
- Имперские ведьмы (Sorcières impériales, 2003)
- Атака извне (Une attaque venue de l'extérieur, 2005)
Projets achevés du défunt  Boris Zelensky (ru)
- Дорогой широкой (Le long de la route large, 2005)
- 2007 : Россия за облаком (La Russie derrière le cloud)
Fiction spéculative sociale se déroulant dans la Russie moderne et impliquant un voyage dans le temps jusqu'au XIXe siècle

## Récompenses
- Prix InterPressCon (1995, 1998, 1999, 2006)
  - 1995 : pour Le Dieu aux multiples bras de Dalain
- Prix Aelita (2008)
- Strannik (ru) (2003)
- Prix Belyaev (ru) (1995) pour Le Dieu aux multiples bras de Dalain